# Związek gmin Plochingen
Związek gmin Plochingen – związek gmin (niem. Gemeindeverwaltungsverband) w Niemczech, w kraju związkowym Badenia-Wirtembergia, w rejencji Stuttgart, w regionie Stuttgart, w powiecie Esslingen. Siedziba związku znajduje się w mieście Plochingen, przewodniczącym jego jest Dieter Sauer.
Związek gmin zrzesza jedno miasto i dwie gminy wiejskie:
- Altbach, 5 840 mieszkańców, 3,35 km²
- Deizisau, 6 420 mieszkańców, 3,35 km²
- Plochingen, miasto, 14 045 mieszkańców, 10,65 km²